# Tahalí

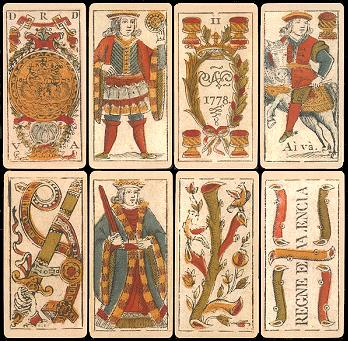
Abajo a la izquierda, as con tahalí del palo de espadas de una baraja valenciana de 1778.

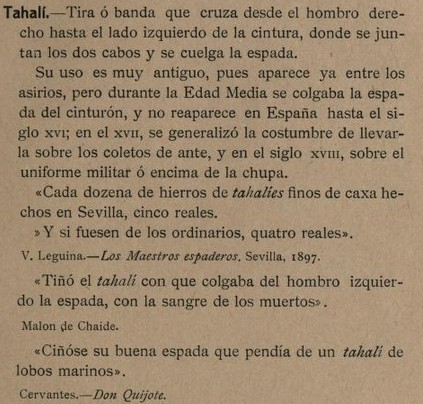
Definición de tahalí en el Glosario de voces de armería, de Enrique de Leguina. Librería de Felipe Rodríguez, Madrid, 1912, con citas de diferentes autores clásicos españoles y franceses.

Tahalí o tiracuello se llama a la correa, correaje o banda de cuero, cruzada al pecho y utilizada para sujetar y llevar armas blancas, normalmente la espada, cumpliendo una función similar a la del talabarte. También se llama tahalí al complemento de cuero que enhebrado en el cinturón sirve de arnés para machetes, bayonetas, armas de fuego, astas, porras de asalto (antidisturbios), etc.
Se ha documentado su uso ya entre los asirios, en la Antigua Roma y en la Edad Media. En España, reapareció con fuerza su utilización a partir del siglo XVI; en el XVII solía llevarse sobre los coletos de ante, y encima del uniforme militar o sobre la chupa en el XVIII.

## Sinónimos y tipos de tahalí
- Sinónimos y pares léxicos: Tira, correa, cinto o cinturón, portacaja, portaespadas, arnés, bandolera, charpa, trena, talay.[nota 1]

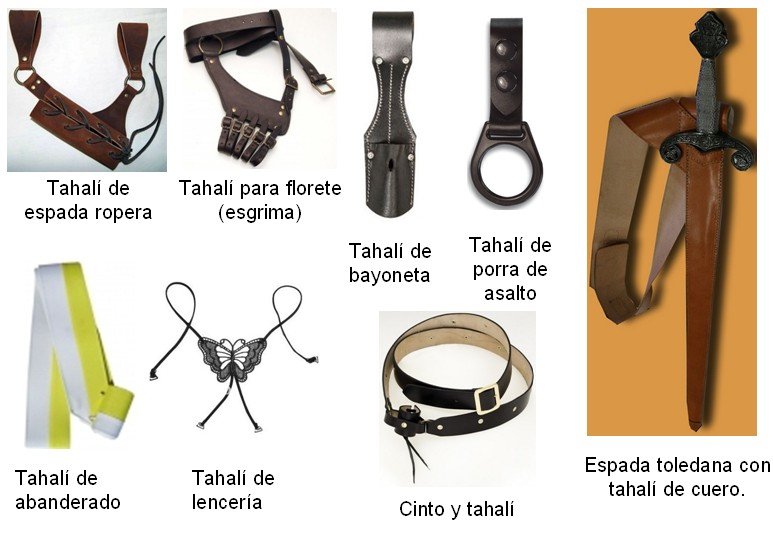
Tipos de tahalí según su uso.

- charpa es el tahalí que dispone de una pieza de cuero con ganchos a la altura del cinto, para enfundar armas de fuego.

- trena es el tahalí en forma de cinto trenzado usado por la soldadesca.

- tahalí del abanderado es el cilindro de terciopelo donde se introduce el regatón del asta.

- bálteo (del latín «baltĕus-i»), se llamaba al pliegue de la toga que a modo de ceñidor colocado sobre el pecho servía de tahalí al soldado romano.[3] Militare cïngulum.[nota 2]

- cartuchera, sobaquera o pistolera, son las diferentes fundas de armas de fuego que prendidas a diversos tipos de tahalí sirven para llevarlas a la altura de la cintura, junto al sobaco o como en el caso de los tahalís de espalda, bajo la nuca.

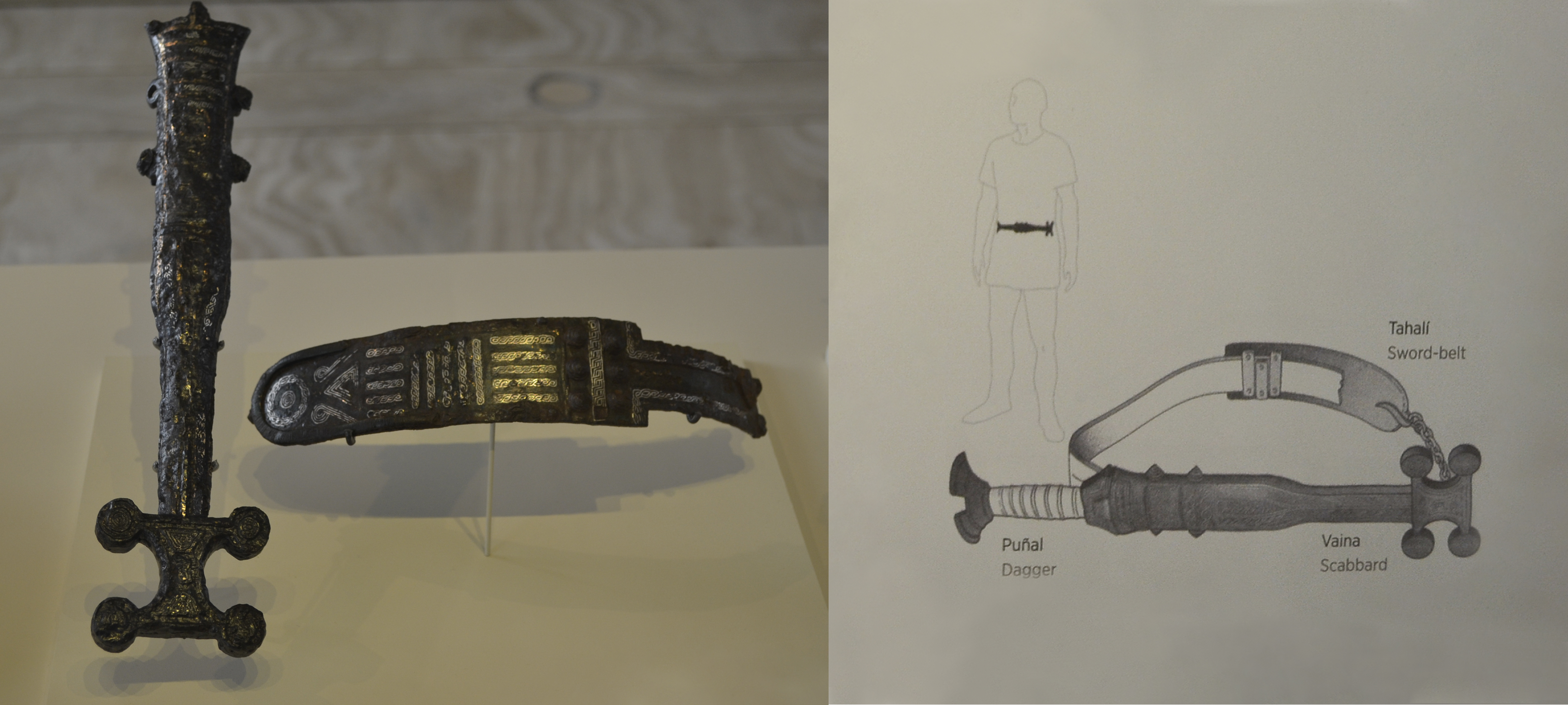
Contera de vaina y tahalí de puñal vetones y su representación gráfica. Museo Arqueológico Nacional de España.

## La banda heráldica
En heráldica, la tira o cinta colocada en el escudo desde la parte superior derecha del mismo hasta la inferior izquierda, se llama banda o barra y representa el tahalí del que pendía la espada de los antiguos caballeros y la faja que se ceñían para distinguirse en las Cruzadas. Los españoles siempre la llevaban encarnada.